# Pauesia cinaravora
Pauesia cinaravora är en stekelart som beskrevs av Marsh 1991. Pauesia cinaravora ingår i släktet Pauesia och familjen bracksteklar. Inga underarter finns listade i Catalogue of Life.